# Grito (curta-metragem)
Grito é um curta-metragem brasileiro de ficção, produzido em 2018, com roteiro e direção de Luiz Alberto Cassol. Foi exibido em circuito de festivais e em salas comerciais no Brasil, Bolívia, Chile, Colômbia, México e Portugal.

## Sinopse
Qual o exato momento em que se dá uma despedida? Aquele espaço de tempo que não pode ser verbalizado. O que fica, o que está, o que é? Um momento que pode significar todos os caminhos. Nem todo o grito sai da boca.

## Elenco
Protagonizado pelo atores Sirmar Antunes e Clemente Viscaíno, ambos premiados com o troféu de melhor ator na Mostra Gaúcha do 46º Festival de Cinema de Gramado (2018).

## Exibição em Festivais
| Ano  | Festivais                                              | País     | Obs                                                     | Ref         |
| ---- | ------------------------------------------------------ | -------- | ------------------------------------------------------- | ----------- |
| 2018 | 46º Festival de Cinema de Gramado                      | Brasil   | Prêmio Melhor(es) ator(es) na mostra de curtas gaúchos. | [ 6 ] [ 7 ] |
| 2018 | 4º Festival de Cinema de Três Passos                   | Brasil   | Menção honrosa                                          | [ 2 ]       |
| 2019 | FESTin                                                 | Portugal | Competição de Curtas-metragens                          | [ 2 ] [ 8 ] |
| 2019 | 6º Cineserra – Festival do Audiovisual da Serra Gaúcha | Brasil   | Menção Honrosa                                          |             |
| 2019 | 5º Ver Ouvindo                                         | Brasil   | Selecionado para exibição                               | [ 9 ]       |
| 2019 | 3ª Mostra Sesc de Cinema                               | Brasil   | Selecionado para exibição                               | [ 10 ]      |